# Oberkirch (Lucerne)
Pour les articles homonymes, voir Oberkirch (homonymie).
Oberkirch est une commune suisse du canton de Lucerne, située dans l'arrondissement électoral de Sursee.

Vue aérienne (1964)